# Comfortably Numb
"Comfortably Numb" är en rocklåt från 1979 skriven av David Gilmour och Roger Waters och framförd av Pink Floyd på deras konceptalbum The Wall. Den tillhör gruppens mest kända låtar och är särskilt berömd för sina två elgitarrsolon, framförda av Gilmour.
Större delen av musiken skrevs och spelades ursprungligen in av Gilmour för hans debutalbum som soloartist, David Gilmour. Han beslöt sig dock för att ta med låten till bandet och The Wall.
Låtens text handlar om hur albumets huvudperson Pink kollapsar och får medicin av en läkare för att kunna ta sig upp på benen, vilket gör att han känner sig comfortably numb (behagligt domnad). Enligt musikmagasinet Rolling Stone ska texten ha inspirerats av Waters upplevelse av att ha blivit injicerad med lugnande medel i samband med en behandling av hepatit.
Låten har spelats in som cover av gruppen Scissor Sisters och återfinns på deras album Scissor Sisters, samt av gruppen Kirlian Camera på deras album Odyssey Europa.